# Александра Ангальтская
Александра Тереза Мария Ангальтская (нем. Alexandra Therese Marie von Anhalt; 4 апреля 1868, Дессау—26 августа 1958, Шветцинген) — ангальтская принцесса из ангальт-дессауской ветви, в браке — наследная принцесса Шварцбурга.

## Биография
Принцесса Александра родилась в Дессау и была младшей дочерью наследного принца Фридриха Ангальт-Дессауского и его жены принцессы Антуанетты Саксен-Альтенбургской. По линии отца — внучка Леопольда IV и Фридерики Вильгельмины Прусской, по матери — Эдуарда Саксен-Альтенбургского и Амалии Гогенцоллерн-Зигмаринген.
25 января 1897 года в Дессау она вышла замуж за кронпринца Гюнтера Зиццо Шварцбургского (1860—1926), сына князя Фридриха Гюнтера Шварцбург-Рудольштадтского (1793—1867) от второго брака с графиней Еленой фон Рейна (нем. Helene von Reina; (1835—1860). Кронпринц приходился троюродным братом невесте, но положение его не всегда было столь блестяще. Графиня Елена была дочерью Георга Ангальт-Дессауского (младшего брата деда Александры) от морганатического брака с Эммой Терезой Эрдманнсдорфф, графиней Рейна (1807—1848). И хотя Елена получила от правящего герцога титул принцессы Ангальтской, её брак считался морганатическим. Гюнтер Зиццо до 8 ноября 1896 года носил титул принца Лойтенбергского и не имел никаких прав на наследование княжества. Лишь 21 апреля 1896 года принца Гюнтера Зиццо признали полноправным членом княжеского дома и наследником престола.
Но Александра и её супруг так и не стали правящими монархами, так как рейхсфюрст Шварцбурга с 1909 года Виктор Гюнтер I (1852—1925) отрёкся от престола 22 ноября 1918 года в ходе Ноябрьской революции. После его смерти Александра получила право на титулы княгини Шварцбург, графини Хонштайн, сеньоры Арнштадт, Зондерсхаузен, Лойтенберг, Бланкенбург и стала супругой главы Владетельного Дома Шварцбург.
Александра овдовела в 1926 году. Она умерла 26 августа 1958 года в возрасте 90 лет и была похоронена в семейном склепе фон Рейнов в Шветцингене.

## Дети
- Мария-Антуанетта (7 февраля 1898 — 4 ноября 1984), в 1925 году вышла замуж за графа Фридриха Магнуса V Зольмс-Вильденфельского (1886—1945), 5 детей.
- Ирена (27 мая 1899 — 28 февраля 1939), замужем не была. Детей не имела.
- Фридрих Гюнтер (5 марта 1901 — 9 ноября 1971), с 1938 (в том же году развелись) супруг Софии Саксен-Веймар-Эйзенахской (1911—1988). Детей не имели.